# بن سيغموند
بن سيغموند (بالإنجليزية: Ben Sigmund)، من مواليد 3 فبراير 1981، لاعب كرة قدم نيوزلندي. يلعب مع نادي ويلينغتون فينيكس. بدأ باللعب مع منتخب نيوزلندا لكرة القدم في عام 2000.

## روابط خارجية
- بن سيغموند على موقع الاتحاد الدولي (مؤرشف)  (الإنجليزية)
- بن سيغموند على موقع قاعدة بيانات كرة القدم.إي يو (الإنجليزية)
- بن سيغموند على موقع ناشيونال فوتبول تيمز (الإنجليزية)
- بن سيغموند على موقع Soccerway.com (الإنجليزية)
- بن سيغموند على موقع عالم كرة القدم.نت (الإنجليزية)
- بن سيغموند على موقع كووورة